# Konrád Sándor (vízilabdázó)
Konrád Sándor (Budapest, 1940. augusztus 25. –) Európa-bajnok vízilabdázó, edző, orvos, Konrád Ferenc és Konrád János olimpiai bajnok vízilabdázók testvére.

## Pályafutása
1956-tól a Budapesti Lokomotív, illetve a BVSC (Budapesti Vasutas Sport Club), majd 1967-től az OSC (Orvosegyetemi Sport Club) sportolója volt. Úszásban és vízilabdázásban is versenyzett, de kiemelkedő eredményeket vízilabdázásban ért el. 1961 és 1969 között 27 alkalommal szerepelt a magyar válogatottban. Nyári olimpián nem vett részt. 1962-ben, a lipcsei Európa-bajnokságon, 1963-ban a Porto Alegre-i, majd 1965-ben a budapesti Universiaden tagja volt az aranyérmes magyar csapatnak. Az aktív sportolástól 1974-ben vonult vissza.
1964-ben a Sportvezető és Edzőképző Intézetben (SEKI) vízilabdaedzői, 1967-ben a Budapesti Orvostudományi Egyetemen általános orvosi oklevelet szerzett.

## Sporteredményei
- Európa-bajnok (1962)
- Universiade-győztes (1963, 1965)
- Universiade 3. helyezett (1961)
- BEK-győztes (1972)
- hétszeres magyar bajnok
- kétszeres Magyar Kupa-győztes (1970, 1974)

## Díjai, elismerései
- A Magyar Népköztársaság Kiváló Sportolója (1962)[1]